# Josip Weber
Josip Weber (Slavonski Brod, 16. studenoga 1964. – Slavonski Brod, 8. studenoga 2017.), bio je hrvatski nogometaš koji je nastupao za reprezentacije Hrvatske i Belgije.

## Klupska karijera
Nakon mladih dana u Borcu iz Podvinja, prolazi sve dobne skupine u BSK-u (današnja NK Marsonia) iz rodnog Slavonskog Broda, a 1985. godine prešao je u splitski Hajduk, gdje je u dvije sezone odigrao 60 susreta i postigao 24 pogotka. S Hajdukom je osvojio i Kup maršala Tita 1986./87. Nakon jedne sezone u vinkovačkom Dinamu (današnja HNK Cibalia) 1988. godine otišao je u Belgiju gdje je u 7 sezona nastupao za dva belgijska kluba Cercle Brugge i Anderlecht. Tri godine zaredom (1991. – 1993.) Weber je najbolji strijelac belgijske Prve lige, a s Anderlechtom je nastupao i u Ligi prvaka.

## Reprezentativna karijera
Josip Weber je nastupio u tri utakmice hrvatske nogometne reprezentacije na turneji u Australiji, gdje je postigao i jedan pogodak, ali kako u sljedećim utakmicama nije uspio izboriti standardno mjesto u hrvatskoj reprezentaciji, za njega je zanimanje pokazao belgijski izbornik te unatoč nastupu za Hrvatsku, FIFA Weberu dopušta prijelaz u Belgijsku reprezentaciju.
Već u prvom nastupu za Belgiju protiv Zambije postigao je rekordnih 5 pogodaka. U 30. godini dočekao je nastup na velikom natjecanju. Bio je član belgijske reprezentacije na Svjetskom prvenstvu u SAD-u 1994. godine.

## Zanimljivosti
- Nakon prijekida karijere zbog ozljede, Weber je kratko 1997. godine bio direktor NK Marsonije u rodnom Slavonskom Brodu.
- Ostale su upamćene njegove pošiljke humanitarne pomoći koje je organizirao u Belgiji i slao u Hrvatsku za vrijeme Domovinskog rata.
- Vjenčao se Splićankom, te je živio na relaciji Split – Slavonski Brod – Brugge.

## Vanjske poveznice
- Profil na Football database EU (engl.)